# Poststadt

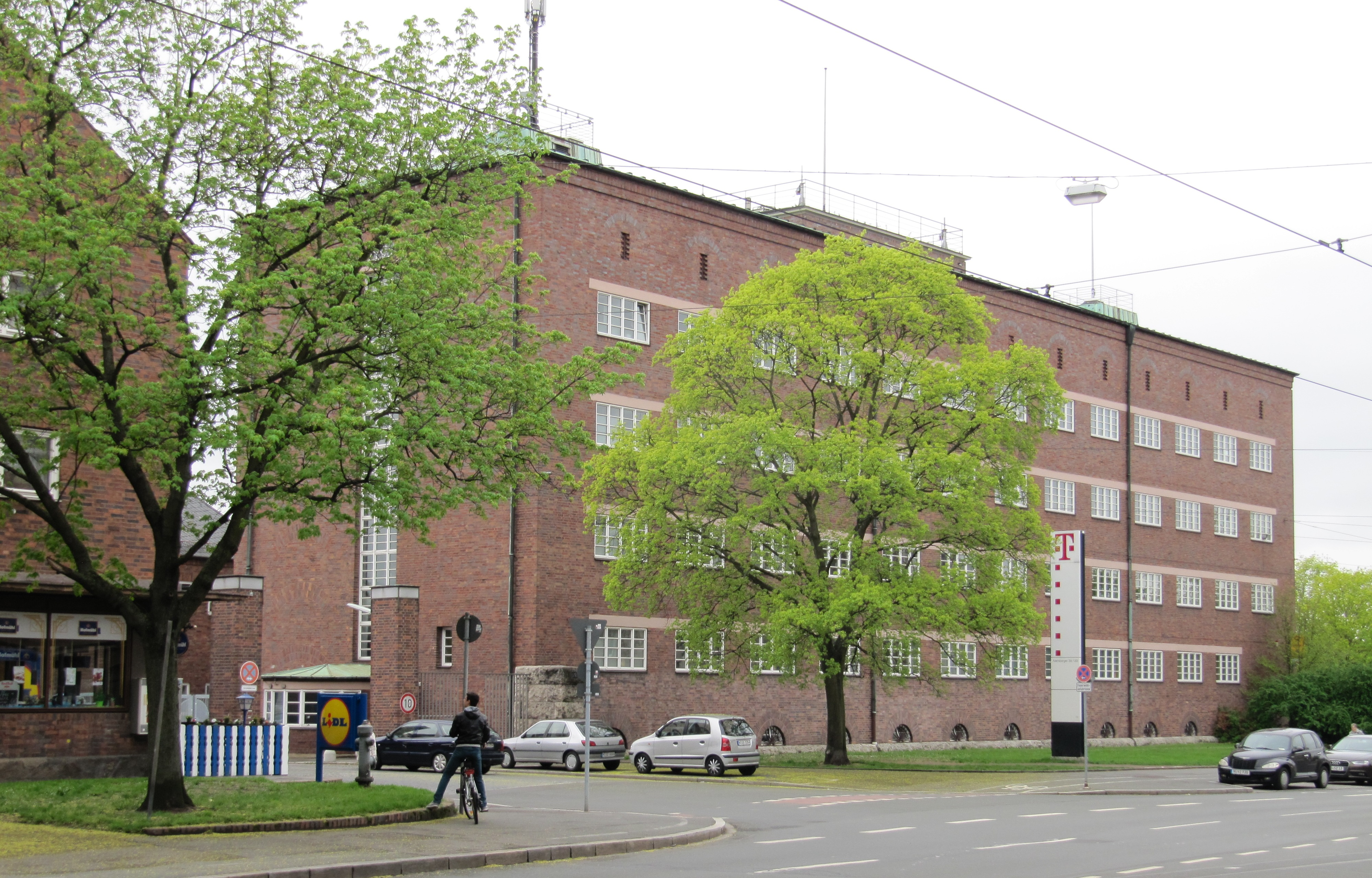
Ehemaliges Telegrafenamt

Die Poststadt in Nürnberg ist ein unter Denkmalschutz stehendes Bauten-Ensemble auf dem ausgedehnten Betriebsgelände der ehemaligen Deutschen Reichspost mit Betriebswohnungen für Postangehörige in der Südstadt, entlang der Allersberger Straße. Die Poststadt entstand von 1928 bis 1931 nach Plänen des Architekten Johann Kohl, der als Baubeamter bei der Nürnberger Oberpostdirektion arbeitete.

## Gebäude und städtebauliche Konzeption
Die Poststadt besteht neben den Wohnbauten aus den Gebäuden für zwei Dienststellen der Reichspost, das Dienstgebäude für das Telegrafenamt Nürnberg und die Kraftpost-Garage mit Werkstätten. Das fünfgeschossige ehemalige Telegrafenamt dominiert die Blickachse der Allersberger Straße von Norden her. Den niedrigeren Kraftfahrzeughallen mit einem zweischenkligen, gebogenen Büro- und Garagentrakt zur rückwärtigen Gudrunstraße, einem Werkstattgebäude mit steil aufragendem prismatischem Glas-Satteldach ist auch die große Fahrzeughalle mit ihrer flachen, weitgespannten, freitragenden Sheddach-Konstruktion in Zeiss-Dywidag-Schalenbauweise zugeordnet, die von bautechnikgeschichtlicher Bedeutung ist. Zeilenartig sind in rhythmischer Reihung neun dreigeschossige Wohngebäude stirnseitig zur Allersberger Straße hin angeordnet, erstmals wurde damit in Nürnberg von der administrativ vorgegebenen Blockbauweise zugunsten der Zeilenbauweise abgewichen.

## Architektursprache

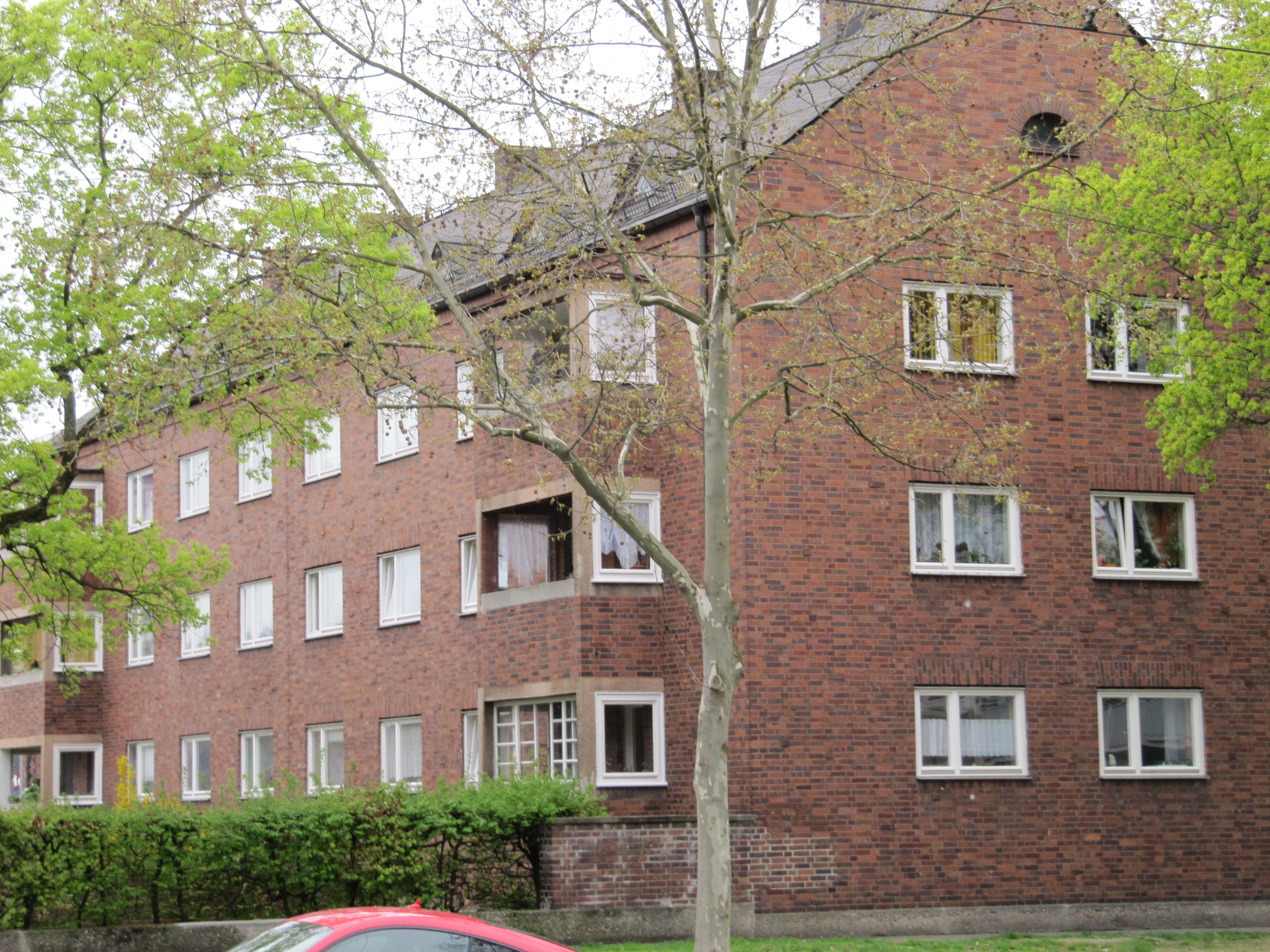
Betriebswohnung an der Allersberger Straße

Insbesondere das fünfgeschossige, kubische Telegrafenamt zeigt formal die typischen Gestaltungsmuster des Neuen Bauens im Stil der der süddeutschen Postbauschule. Die Wohnbauten haben eine von der Fassadengliederung her streng moderne Gestaltung erhalten, tragen dabei aber nicht – wie die Nichtwohngebäude – Flachdächer, sondern Satteldächer. Kohl gestaltete die Fassaden der Gebäude aber nicht im Sinne der Maximen der Postbauschule mit weißen / hellen Putzfassaden, sondern mit Klinker-Sichtmauerwerk, wodurch die Gebäude eine an den eher norddeutschen Backsteinexpressionismus erinnernde Anmutung bekommen. Kohl beschritt damit einen ähnlichen Weg wie der Nürnberger Hochbaureferent Walter Brugmann, der für städtische Gebäude zwar ebenso Elemente des Neuen Bauens aufnahm, aber mit Backsteinoberflächen die materielle Einpassung der Baukörper in das Nürnberger Stadtbild suchte. In der Materialität korrespondiert die Poststadt mit der etwa zeitgleich nach den Plänen von German Bestelmeyer in Ziegelbauweise errichteten modern-expressiven Gustav-Adolf-Gedächtniskirche, stadteinwärts unterhalb der Poststadt gelegen.
Die Poststadt gehört zu den wichtigen Neubaukomplexen aus der Zeit der Weimarer Republik in Nürnberg. Beispielhaft ist die nach funktionalen Gesichtspunkten klare Unterscheidung der einzelnen Bauwerke in der Gestaltung nach ihrer Zweckbestimmung. Trotzdem entstand ein in sich stimmiges und einheitliches Gesamtbild. Die Gebäude sind äußerlich weitgehend unverändert erhalten; der Gesamtcharakter der Anlage ist auch nach der Umgestaltung infolge der Betriebsaufgabe durch Deutsche Post AG und Telekom erhalten geblieben. Das Ensemble steht als eines der ersten neuzeitlichen Objekte bereits seit den frühen 1980er Jahren unter Denkmalschutz.

## Umnutzung „Postlofts“
Die zentral im Gelände gelegene ehemalige Fahrzeughalle stand seit den 1990er Jahren leer. Pläne zur Einrichtung eines Postmuseums sowie zu sonstiger Umnutzung schlugen wegen der anspruchsvollen und erhaltenswerten Schalenbauweise sowie der großen Gebäudetiefe von 47 Metern fehl. Erste Pläne zur Wohnnutzung für das zentrumsnah in der Stadt gelegene Gebäude wurden bereits um das Jahr 2000 diskutiert und vom Nürnberger Architektenbüro GP Wirth ausgearbeitet. Dieses Vorhaben scheiterte aber vorerst, als das Handelsunternehmen Lidl den mittleren Hallenriegel der Poststadt kaufte. Da Lidl jedoch nur die nordwestliche Halle für eine Filiale nutzte, stand die Fahrzeughalle kurz darauf wieder zum Verkauf.
In dieser Verkaufsrunde griff das Architekturbüro seine Wohn-Entwürfe erneut auf und gewann das Fürther Bau- und Immobilienunternehmen P+P als Investor (Eigenmittel sowie Fremdkapital) sowie Bauträger. 2004 erfolgte der Kauf der Fahrzeughalle mit rund 11.500 Quadratmetern Bruttogrundfläche und einem rund 15.000 Quadratmeter großen Grundstück.
Besondere Herausforderungen der Planungsphase waren der Erhalt der äußeren Gebäudehülle sowie der besonderen freitragenden Ingenieurkonstruktion bei gleichzeitiger Einteilung in Wohneinheiten und deren ausreichenden Versorgung mit Tageslicht. Die Untere Denkmalbehörde lehnte zunächst jedoch die vorgeschlagenen Eingriffe in die Tragwerkskonstruktion ab, so dass das Projekt zum Erliegen kam. Nachdem die Planer jedoch nachgewiesen hatten, dass das Tragwerk wegen einer Sanierung in den 1960er Jahren nicht mehr im Originalzustand war, nahm die Behörde ihre Ablehnung zurück.
Von 2006 bis 2008 vollzog P+P die Umbauten, die durch eine Absenkung des Fußbodens Erdgeschoss-Wohnungen sowie darüber liegende Maisonette-Wohnungen ermöglichten und die Fassade der Halle weitgehend bewahrten. Die ehemaligen Fahrzeugtore wurden durch gleich große Fensterfronten ersetzt. Diese enthalten die Eingangstüren und tragen zur Beleuchtung der Wohnungen bei. Mehrere runde Abluftöffnungen wurden in Fenster umgewandelt sowie zusätzliche runde Fenster ergänzt. Die tiefgreifendste äußere Veränderung war das Entfernen eines Mittelstreifens im Hallendach, wodurch ein Innenhof entstand, der als Gartenfläche sowie zur Tageslichtversorgung der Wohnungen dient. Darüber hinaus verfügen die Maisonette-Wohnungen dort über Dachterrassen auf in den Hof hineinragenden Anbauten. Ein einzelnes zentrales, durchgängiges Hallenelement blieb erhalten, um den vorherigen Gebäudezustand sichtbar zu machen.
Die für den Denkmalschutz weniger wertvollen Gebäudeteile der ehemaligen Dreherei und Schlosserei im Nordwesten wurden zu Gewerberäumen umgestaltet und enthalten einige weitere Wohnungen, der ähnlich geringwertige Gebäuderiegel im Südosten der Halle wurde in Lagerräume für die Bewohner eingeteilt.
Nach dem Umbau beherbergt die ehemalige Fahrzeughalle 55 Einheiten mit zusammen 6800 Quadratmetern Wohnfläche, die ehemalige Schlosserei weitere acht Wohnungen. Die Wohnungen in der Halle sind teilweise wie Reihenhäuser zweigeschossig angelegt, teilweise getrennt als Erdgeschoss- und Maisonette-Wohnung erschlossen. Die Größen erstrecken sich über 70 bis 200 Quadratmeter Wohnfläche.
P+P vermarktete die Wohnungen unter dem Namen „Postlofts“. Anfangs waren rund 40 Prozent der Objekte von den Eigentümern bewohnt, während 60 Prozent vermietet wurden. Inzwischen ist der Anteil der Eigennutzer gestiegen. Die ursprünglichen Kaufpreise gibt das Unternehmen mit 2600 bis 2800 Euro pro Quadratmeter an. Nach Eigentümerangaben seien diese inzwischen deutlich gestiegen. Das Gesamt-Verkaufsvolumen wird mit 21 Millionen Euro benannt.